# 애플오브디아이의 음반
이 문서는 애플오브디아이에서 발매한 음반 목록이다.

## 2010년대
- 2013년 8월 26일 로열 파이럿츠 - [Digital Single] Shout Out
- 2014년 1월 15일 로열 파이럿츠 - Drawing The Line
- 2014년 7월 21일 로열 파이럿츠 - [Digital Single] Betting Everything[1]
- 2014년 8월 14일 로열 파이럿츠 - [Digital Single] 서울촌놈[2]
- 2014년 8월 27일 로열 파이럿츠 - Love Toxic
- 2015년 12월 1일 로열 파이럿츠 - 3.3
- 2017년 2월 14일 문 킴 - [Digital Single] Dark Chocolate[3]
- 2017년 3월 14일 액시 - [Digital Single] Angel[4]
- 2017년 8월 16일 액시 - 맨홀 OST Part.2[5]
- 2017년 9월 26일 로열 파이럿츠 - Hasta La Vista